# Mohit Mayur Jayaprakash
Mohit Mayur Jayaprakash (Marathi मोहित मयूर जयप्रकाश; * 14. September 1993 in Mumbai) ist ein indischer Tennisspieler.

## Karriere
Jayaprakash spielte in seiner Jugend bei Juniorenturnieren. Dort war Platz 65 seine höchste Jugend-Weltranglistenposition, die er Anfang 2010 erreichte. Schon 2008 spielte er erstmals auf der ITF Future Tour, wo er zunächst wenig Erfolg hatte. Erst 2011 gelang ihm erstmals im Doppel ein Titelgewinn auf dieser Tour in Indien. In der Folgezeit gelangen ihm weitere Teilnahmen an Halbfinals bei Futures, obgleich Erfolge im Einzel weiter ausblieben.
2012 kam er in Chennai bei den Aircel Chennai Open durch eine Wildcard zu seinem bislang einzigen Auftritt auf der ATP World Tour. Im Doppel verlor er an der Seite von Ramkumar Ramanathan in zwei Sätzen mit 2:6, 1:6 gegen Jonathan Erlich und Andy Ram.
Ab 2014 spielte Jayaprakash erstmals auch auf einigen Turnieren der ATP Challenger Tour in Indien, jeweils durch Wildcards der Turnierdirektion, in denen er aber nie über ein Viertelfinale hinauskam. Es folgte 2015 zwei weitere Turniersiege auf Futures, jeweils mit seinem Partner Vinayak Sharma Kaza. Durch diese Erfolge stieß er in der Tennisweltrangliste im Doppel erstmals bis in die Top 500 vor, während im Einzel Anfang 2016 der 577. Rang sein bester war.